# Кого, Бенджамин
Бенджамин Кого (англ. Benjamin Kogo; род. 1945, д. Арвос, Нанди) — кенийский легкоатлет, который специализировался в беге на 3000 метров с препятствиями. Серебряный призёр олимпийских игр 1968 года с результатом 8.51,56. Победитель Всеафриканских игр 1965 года. На Олимпиаде 1964 года не смог выйти в финал. Бронзовый призёр игр Содружества 1966 года.
В настоящее время проживает вместе со своей женой в деревне Кабирсанг. Занимается разведением крупного рогатого скота и выращиванием чая.